# BT Centre

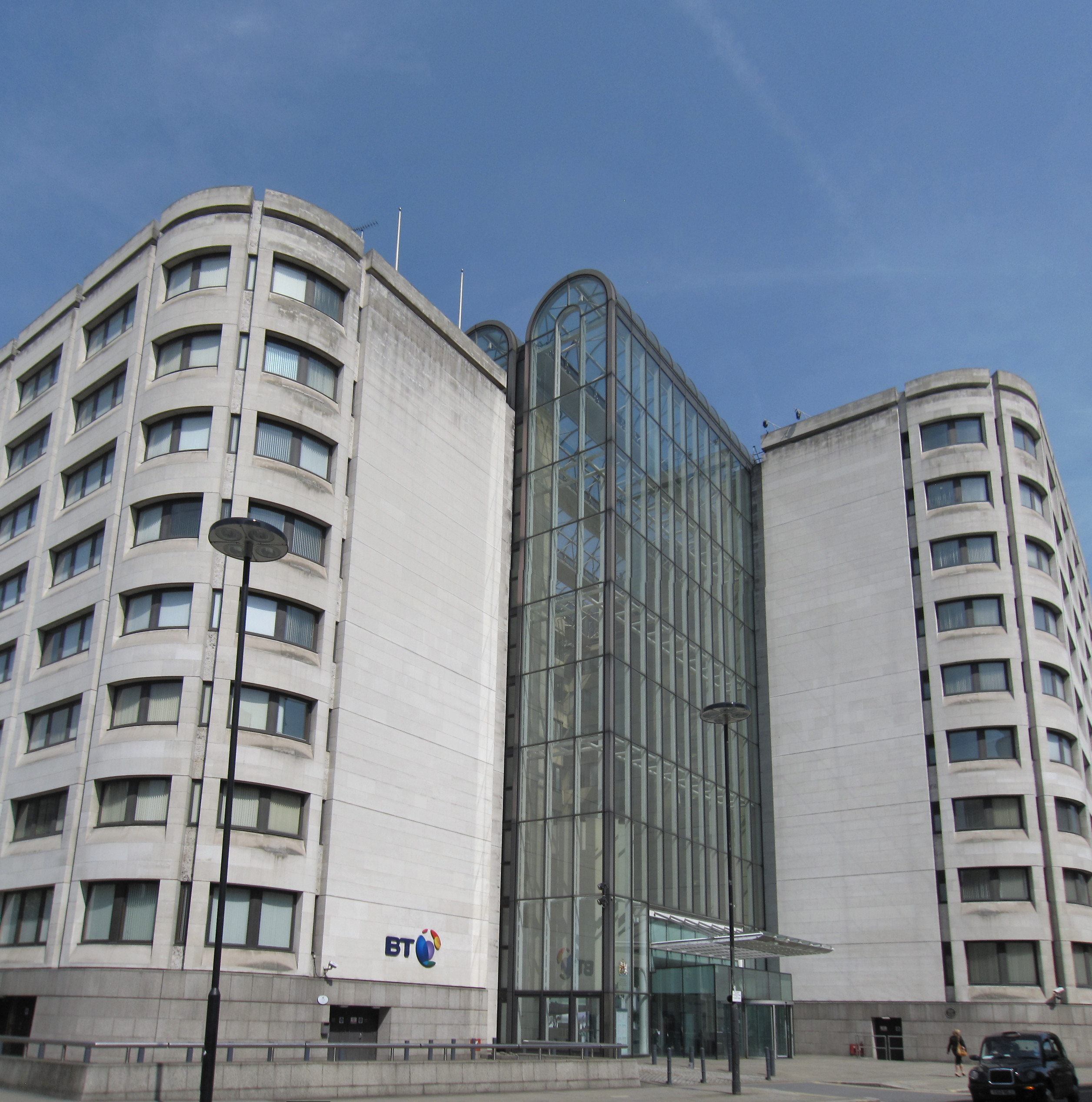
O BT Centre

O BT Centre é a sede global do BT Group, localizada num edifício de 10 pisos em frente à estação de metrô  St. Paul's. Foi concluído no ano de 1985. Não deve ser confundido com o mais proeminente BT Tower.